# X Brigada Aérea
La X Brigada Aérea (X BA) es una brigada aérea de la Fuerza Aérea Argentina creada en 2023 con asiento en Río Gallegos y con dependencia del Comando de Adiestramiento y Alistamiento de la Fuerza Aérea. Con la asignación de aeronaves Pampa III, fue elevada la jerarquía de la Base Aérea Militar "Río Gallegos" (BAM GAL) a brigada aérea.
La brigada aérea ejerce el comando de la guarnición aérea de Río Gallegos, disponiendo de instalaciones para el despliegue de las unidades de combate de la FAA que desarrollan operaciones de entrenamiento. A su vez, desde ella parten los aviones que brindan apoyo logístico a las bases antárticas argentinas.
Actualmente se reubicó los Twin Otter, que tenían base en Comodoro Rivadavia, hacia Río Gallegos para aumentar y mejorar la conectividad aérea mediante LADE. 
La Base Aérea volvió a ser denominada X Brigada Aérea en febrero de 2023, mientras que se prevé asignar los helicópteros Mi-171E y reubicarlos allí, junto con los ya asignados Twin Otter. Además, en 2023 tres aeronaves Pampa III arribaron a la base de forma permanente.

## Historia
El 24 de junio de 1952 fue creado el Destacamento Aeronáutico Río Gallegos.
El 16 de marzo de 1984 se resolvió la creación de la X Brigada Aérea en las instalaciones de la BAM Río Gallegos. Esta dejó de existir como tal. La X Brigada Aérea se constituyó por el Grupo 10 de Caza, dotado de aviones de caza Mirage IIICJ.
En noviembre de 1986 el Grupo 10 de Caza fue disuelto. Los Mirage fueron transferidos al Escuadrón I del Grupo 4 de Caza con asiento en El Plumerillo, provincia de Mendoza.
El 31 de diciembre de 1997 fue disuelta la X Brigada Aérea, creándose nuevamente la Base Aérea Militar Río Gallegos.
El 7 de febrero de 2023 la unidad vuelve a constituir la X Brigada Aérea. Recibe una dotación permanente de aviones IA-63 Pampa III B2 recuperando oficialmente la jerarquía de Brigada Aérea. Además, la unidad suma aviones Twin Otter para mantener un puente aéreo con Tierra del Fuego.

### Campaña de Malvinas
Constituyó uno de las instalaciones más importantes durante la guerra de las Malvinas. En el marco de la Fuerza Aérea Sur, operaron desde Río Gallegos dos escuadrones de A-4P Skyhawk y uno de Mirage IIIEA. Además, formó parte del dispositivo militar formado por el despliegue de las Fuerzas Armadas al sur.
El Comando de la Aviación Naval convino con la Fuerza Aérea Sur el uso de esta base para las misiones de búsqueda y rescate.
El Grupo 5 de Caza y el Grupo 8 de Caza desarrollaron sus operaciones de combate desde la Base Aérea Militar Río Gallegos durante la guerra de las Malvinas, en virtud del Plan de Operaciones N.º 2/82 «Mantenimiento de la Soberanía». La BAM Río Gallegos dependió del Comando de la Fuerza Aérea Sur durante las hostilidades.

## Medios
| Grupo Aéreo 10 | Grupo Aéreo 10                      |
| Unidad         | Medios                              |
| -------------- | ----------------------------------- |
| Escuadrón 10   | FADEA IA-63 Pampa III Bloque II (5) |
| Escuadrón VII  | DHC-6-200 "Twin Otter" (4)          |

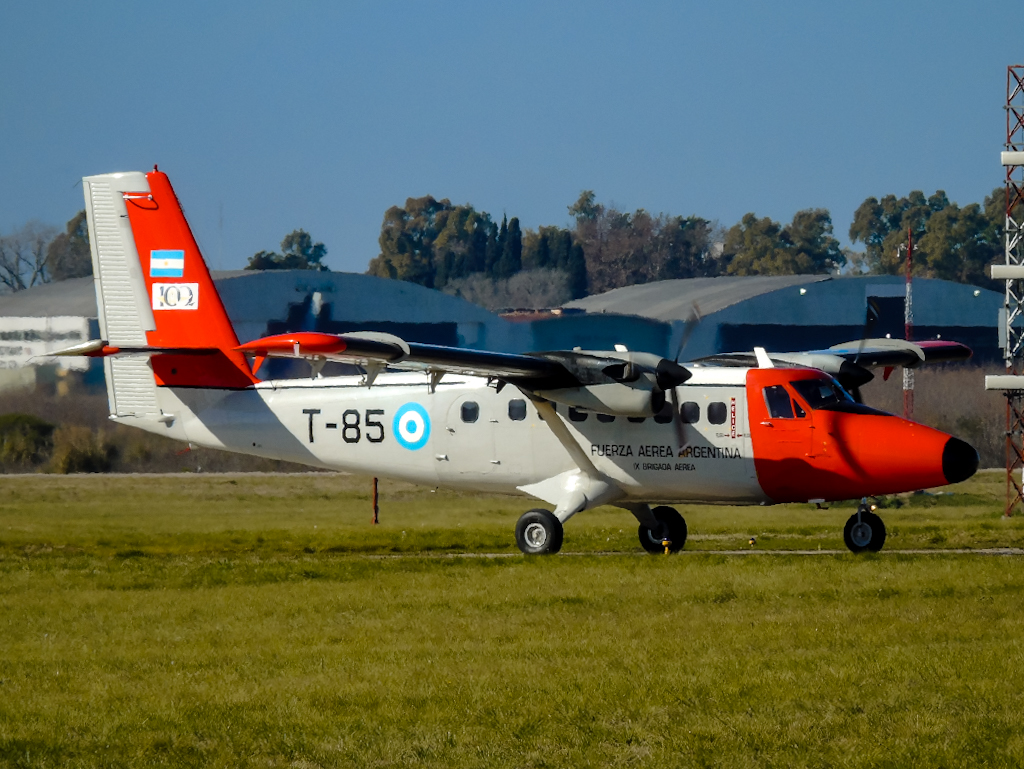
T-85 en el Aeropuerto de Palomar

En marzo de 2022 se oficializó el traslado del Sistema de Armas Twin Otter, que tenía base en la IX Brigada Aérea en Comodoro Rivadavia.
Con esto se busca mejorar la conectividad de la Patagonia Argentina, con la aerolínea estatal LADE, que depende de Fuerza Aérea. 
Actualmente se cuenta con dos aeronaves Twin Otter DHC-6-200 operativas. Otras dos aeronaves se encuentran en proceso de modernización a Viking 400.

## Un Nuevo Inicio
La ceremonia inició con las declaraciones del jefe del Estado Mayor de la Fuerza Aérea Argentina, brigadier general Xavier Julián Isaac: “Hoy es un día muy importante para la Fuerza. Después de casi tres décadas, volvemos a poner aviones de combate en esta histórica unidad, que no por eso dejó de ser importante. Siempre fue nuestra base de despegue y nuestro punto de proyección hacia todas las operaciones antárticas. Operamos un radar militar todos los días del año, tenemos piezas de artillería antiaérea, pero nos faltaban los medios aéreos”. El 11 de febrero, en la ciudad de Río Gallegos, provincia de Santa Cruz, los pilotos recientemente incorporados a la X Brigada Aérea recibieron su primera Orden de Tarea Aérea (Air Tasking Order) ATO por sus siglas en inglés, dándose de esta forma el puntapié inicial para el retorno de las operaciones efectivas del legendario Escuadrón 10 “Cruz y Fierro”. La misión fue un éxito después de que los Pampa pudieran llegar a todos los objetivos a tiempo. El escuadrón 10 volvió después de casi 3 décadas de estar disuelto.   